# María Becerra
María de los Ángeles Becerra (n. 12 februarie 2000, Quilmes, Buenos Aires, Argentina) este o cântăreață și youtuberiță argentiniană.

## Carieră
Becerra și-a început cariera la vârsta de 12 ani pe platforma Facebook. În 2015, ea a postat un monolog de parodie în cinci minute, care a fost văzut de peste un milion de ori în doar câteva ore. Acest lucru a încurajat-o să își creeze un canal de YouTube, pe care mai târziu a postat videoclipuri cu ea vorbind și cântând, vloguri și tutoriale de dans. În septembrie 2019, ea și-a lansat EP-ul de debut 222, în care a fuzionat elemente de pop urban și hip hop. În noiembrie, a lansat single-ul High, care mai târziu va obține o versiune remixată cu cântăreața argentiniană Tini și cântăreața spaniolă Lola Índigo și care a ajuns pe locul doi în Billboard Argentina Hot 100. În 2020 și 2021, Becerra a apărut în mai multe remixuri, printre care En Tu Cuerpo cu Lyanno, Rauw Alejandro și Lenny Tavárez, AYNEA cu FMK și Beret și Además de Mí cu Rusherking, Khea și Duki, Lit Killah și Tiago PZK. Además de Mí (Remix) a devenit primul single al lui Becerra care a ocupat primul loc în topul Argentina Hot 100. În 2020, Becerra a devenit prima artistă latină care a semnat cu casa de discuri 300 Entertainment.
În mai și august 2023, Becerra semnează cu Warner Music Latina și Warner Chappell Music.

## Influențe
Potrivit lui Becerra însăși, principala sa influență personală a fost mama sa.  În ceea ce privește influențele sale artistice al Mariei este influențată în principal de Amy Winehouse, Ariana Grande, Shakira, Whitney Houston și Natti Natasha, în timp ce ea a declarat că le-a admirat întotdeauna pe Rihanna și Cardi B.

## Viață personală
Beccera este bisexuală. Într-un interviu pentru MTV News, ea a declarat: "Când am înțeles și am acceptat că îmi plac și fetele, a fost un moment dificil. A existat multă confuzie și prejudecăți și a trebuit să mă gândesc cum va reacționa familia mea. A fost ceva foarte greu care mi-a marcat viața".  Într-un interviu din 2022, Becerra a declarat că este vegană. Beccera a avut o relație cu colegul ei, cântărețul Rusherking, între 2019 și 2021, acum are o relație cu rapperul J Rei din septembrie 2023.

## Discografie
- Animal (2021)
- La Nena de Argentina (2022)